# Xu Lili
Xu Lili (徐丽丽S, Xú LìlìP; Binzhou, 18 febbraio 1988) è una judoka cinese, vincitrice della medaglia d'argento nella categoria 63 kg alle Olimpiadi di Londra 2012.

## Palmarès
- Giochi Olimpici

Londra 2012: argento nella categoria fino a 63 kg
- Campionati asiatici di judo

2011 - Abu Dhabi: oro nella categoria fino a 63 kg.